# Pasar Malam Indonesia

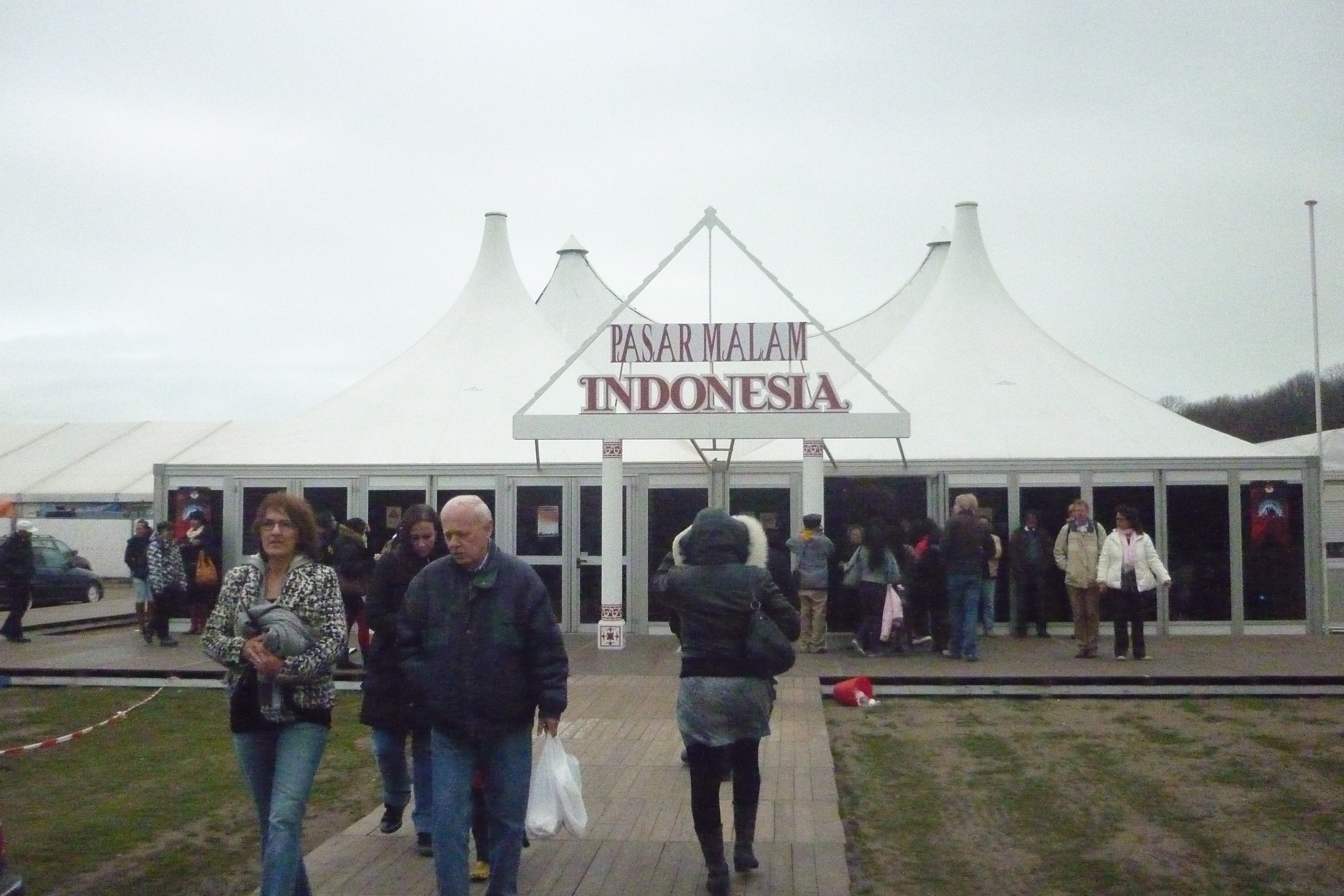
Pasar Malam 2012

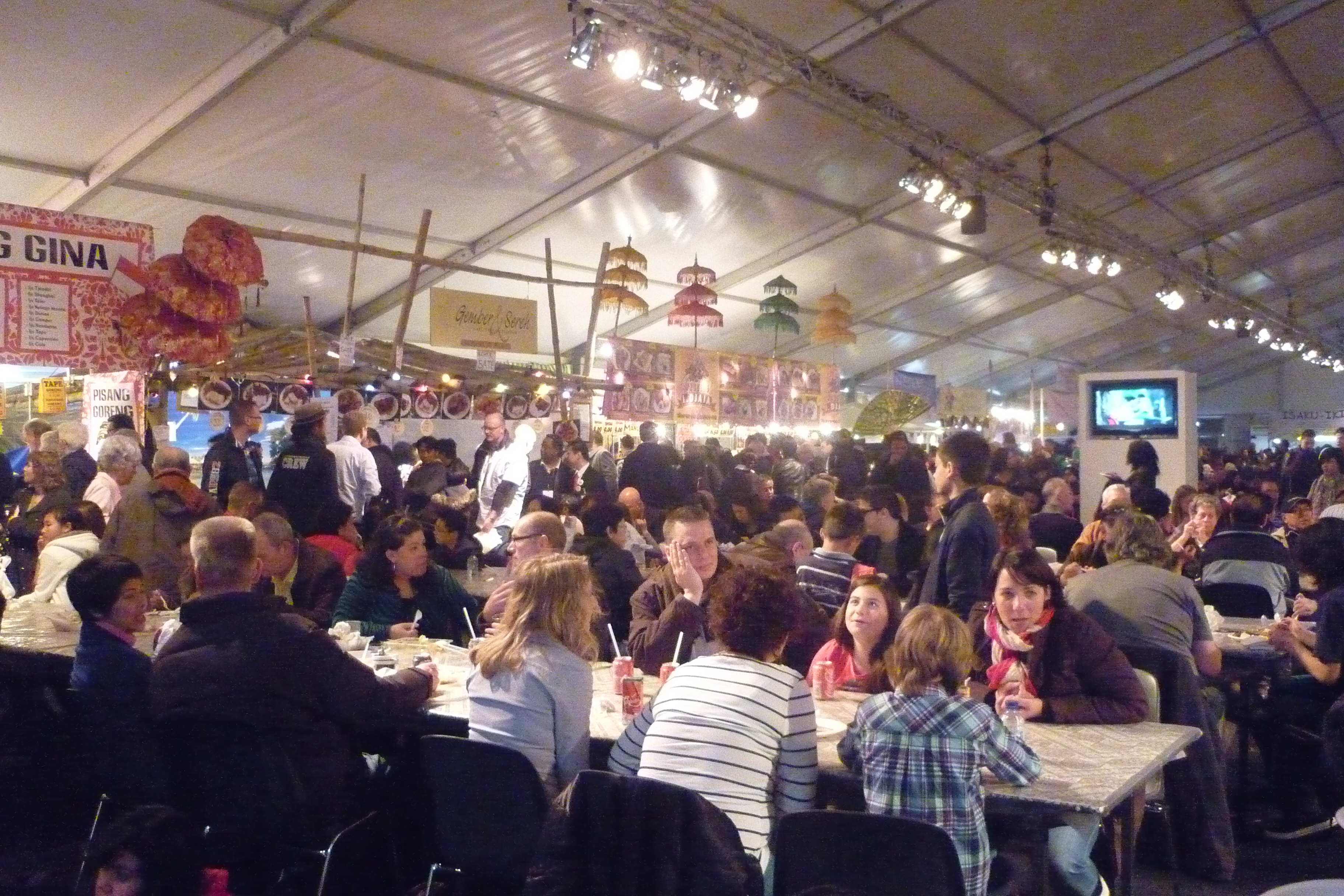
Eethal

De Pasar Malam Indonesia (Indonesisch voor Avondmarkt van Indonesië) is een evenement dat sinds 2010 in het voorjaar op het Malieveld in Den Haag wordt gehouden. Het evenement wordt georganiseerd op initiatief van  Habibie, de Indonesische ambassadeur in Nederland van 2006-2010, en heeft als doel de relaties tussen Nederland en Indonesië te stimuleren, zowel op cultureel, toeristisch als zakelijk terrein. Ook zette hij zich in voor de verzoening tussen de Indië-veteranen in Nederland en de republiek Indonesië. Hij overleed in maart 2012, net voor de derde editie van de Pasar Malam.
Het evenement wordt in grote tenten op het Malieveld gehouden. In de hoofdtent zijn diverse bedrijven en organisaties, zoals ASEAN en Garuda Indonesia op de Pasar Malam Indonesia vertegenwoordigd. Ook worden delen van Indonesië, zoals Noord-Celebes en West-Java in stands hier gepresenteerd. Verder worden er ook typisch Indonesische producten in deze hal verkocht. In de veel grotere eethal kan men Indonesische gerechten van diverse aanbieders vinden. Muziek- en dansvoorstellingen worden in het culturele paviljoen getoond.

## Trivia
Doordat de Tong Tong Fair voorheen de Pasar Malam  of Pasar Malam Besar heette en  op dezelfde locatie wordt gehouden, is er wel verwarring tussen de beide evenementen. De Tong Tong Fair is in mei of juni, de Pasar Malam Indonesia is eind maart en/of begin april.